# Сельское поселение Верхнешарденгское
Сельское поселение Верхнешарденгское — упразднённое сельское поселение в составе Великоустюгского района Вологодской области.
Центр — село Верхняя Шарденьга.
Население по данным переписи 2010 года — 339 человек, оценка на 1 января 2012 года — 317 человек.

## История
Верхнешарденгский сельсовет с центром в селе Горбачево был создан в 1924 году. В 1960—1961 годах в его состав вошли Липовский и Подволоцкий сельсоветы. После этого в составе сельсовета насчитывалось 32 населенных пункта и проживало более 1600 человек. В 1963 году для сельсовета был выстроен дом в селе Верхняя Шарденьга.
1 января 2006 года в соответствии с Федеральным законом № 131 «Об общих принципах организации местного самоуправления в Российской Федерации» Верхнешарденгский сельсовет был преобразован в Верхнешарденгское сельское поселение.
Законом Вологодской области от 29 мая 2017 года № 4147-ОЗ были преобразованы, путём их объединения, сельские поселения Верхнешарденгское и Усть-Алексеевское — в сельское поселение Усть-Алексеевское с административным центром в селе Усть-Алексеево.

## Экономика
В 1966 году создан совхоз «Шарденгский».
В сельском поселении действуют школа, дом культуры.

## Населённые пункты
В 1999 году был утверждён список населённых пунктов Вологодской области. С тех пор состав Верхнешарденгского сельсовета не изменялся.
С 2020 года в состав сельского поселения входят 19 населённых пунктов, в том числе
1 село и
18 деревни, из них 8 нежилых.
Самые крупные населенные пункты — село Верхняя Шарденьга и деревня Горбачево. Население деревни Подволочье — около 30 человек, Якушино — 27 человек. От одного до десяти жителей — в деревнях Москвин Починок, Гора, Мурдинская, Слободчиково, Касьянка, Подвалье, Жуково.
| Населённый пункт        | ОКАТО          | Рег. номер | Расстояние до районного центра, км | Расстояние до центра поселения, км | Индекс | Координаты                      |
| ----------------------- | -------------- | ---------- | ---------------------------------- | ---------------------------------- | ------ | ------------------------------- |
| деревня Антипово        | 19 214 808 002 | 923        | 49                                 | 3                                  | 162374 | 60°24′56″ с. ш. 46°18′55″ в. д. |
| деревня Бакшеево        | 19 214 808 003 | 924        | 50,5                               | 4                                  | 162374 | 60°24′48″ с. ш. 46°20′35″ в. д. |
| село Верхняя Шарденьга  | 19 214 808 001 | 922        | 46,5                               | —                                  | 162374 | 60°23′45″ с. ш. 46°18′51″ в. д. |
| деревня Выставка        | 19 214 808 004 | 925        | 52                                 | 9                                  | 162374 | 60°21′36″ с. ш. 46°17′48″ в. д. |
| деревня Гора            | 19 214 808 006 | 926        | 50,5                               | 7,5                                | 162374 | 60°20′55″ с. ш. 46°16′23″ в. д. |
| деревня Горбачево       | 19 214 808 005 | 927        | 46                                 | 0,5                                | 162363 | 60°24′03″ с. ш. 46°18′07″ в. д. |
| деревня Жуково          | 19 214 808 007 | 928        | 48                                 | 1,5                                | 162374 | 60°23′02″ с. ш. 46°18′36″ в. д. |
| деревня Загорье         | 19 214 808 008 | 929        | 55                                 | 8,7                                | 162374 | 60°23′34″ с. ш. 46°26′12″ в. д. |
| деревня Истопная        | 19 214 808 009 | 930        | 60,5                               | 14                                 | 162374 | 60°22′09″ с. ш. 46°24′17″ в. д. |
| деревня Касьянка        | 19 214 808 010 | 931        | 53                                 | 10                                 | 162374 | 60°19′30″ с. ш. 46°18′29″ в. д. |
| деревня Москвин Починок | 19 214 808 013 | 934        | 59,5                               | 13                                 | 162374 | 60°20′41″ с. ш. 46°26′07″ в. д. |
| деревня Мурдинская      | 19 214 808 014 | 935        | 48                                 | 2                                  | 162374 | 60°24′26″ с. ш. 46°18′45″ в. д. |
| деревня Осница          | 19 214 808 016 | 937        | 63,5                               | 17                                 | 162374 | 60°18′22″ с. ш. 46°26′36″ в. д. |
| деревня Подвалье        | 19 214 808 017 | 938        | 49,5                               | 3                                  | 162374 | 60°23′10″ с. ш. 46°21′10″ в. д. |
| деревня Подволочье      | 19 214 808 018 | 939        | 50                                 | 7                                  | 162374 | 60°21′11″ с. ш. 46°16′07″ в. д. |
| деревня Ребцово         | 19 214 808 019 | 940        | 49,5                               | 3,5                                | 162374 | 60°25′06″ с. ш. 46°18′53″ в. д. |
| деревня Слободчиково    | 19 214 808 020 | 941        | 47                                 | 1,5                                | 162374 | 60°24′28″ с. ш. 46°18′02″ в. д. |
| деревня Старый Починок  | 19 214 808 021 | 942        | 58,5                               | 12,5                               | 162374 | 60°18′46″ с. ш. 46°11′01″ в. д. |
| деревня Якушино         | 19 214 808 023 | 944        | 58,5                               | 12                                 | 162374 | 60°21′08″ с. ш. 46°26′06″ в. д. |

Населённые пункты, упразднённые в 2020 году
| Населённый пункт      | ОКАТО          | Рег. номер | Расстояние до районного центра, км | Расстояние до центра поселения, км | Индекс | Координаты                      |
| --------------------- | -------------- | ---------- | ---------------------------------- | ---------------------------------- | ------ | ------------------------------- |
| деревня Липовец 1-й   | 19 214 808 011 | 932        | 70,5                               | 24                                 | 162374 | 60°15′41″ с. ш. 46°28′49″ в. д. |
| деревня Липовка       | 19 214 808 012 | 933        | 48,5                               | 2                                  | 162374 | 60°23′51″ с. ш. 46°21′05″ в. д. |
| деревня Орлов Починок | 19 214 808 015 | 936        | 60                                 | 15,5                               | 162374 | 60°19′09″ с. ш. 46°24′48″ в. д. |
| деревня Упирево       | 19 214 808 022 | 943        | 57,5                               | 11                                 | 162374 | 60°22′57″ с. ш. 46°27′25″ в. д. |